# Sofia Oliveira
Sofia Oliveira (Curitiba, 9 de agosto de 1999) é uma cantora e compositora brasileira. Fez sucesso nacional cantando covers em seu canal no YouTube e músicas de sua própria autoria. Atualmente é uma das quatro integrantes do girl group latino Angel22

## Biografia
Oliveira nasceu em Curitiba, capital do Paraná. Começou a cantar aos 5 anos de idade. Aos 9 anos de idade, já aprendia a tocar violão e piano. Ficou conhecida por meio dos seus vines e depois pelos vídeos em seu canal no YouTube. Começou a tocar violão aos nove anos e entrou em uma aula de canto aos 11 anos.

## Discografia

### Álbuns
| Álbum              | Detalhes                                                                                        |
| ------------------ | ----------------------------------------------------------------------------------------------- |
| Garotas Não Mordem | - Lançamento: 2017 - Formatos: EP, download digital, streaming - Gravadora: Warner Music Brasil |

### Singles
| Ano  | Título                                  | Álbum                         |
| ---- | --------------------------------------- | ----------------------------- |
| 2016 | "Você Foi Moleque"                      | Não adicionado a nenhum álbum |
| 2017 | "Eu Te Amo Tanto"                       | Garotas Não Mordem            |
| 2017 | "Garotas Não Mordem"                    | Garotas Não Mordem            |
| 2017 | "Me Beija (Besame)" (part. Dulce María) | Não adicionado a nenhum álbum |
| 2019 | "Tenho o Dom" (part. Dodo&Dee)          | Não adicionado a nenhum álbum |
| 2019 | "Regra do Jogo" (part. Nathan Barone)   | Não adicionado a nenhum álbum |

## Filmografia
| Ano  | Título                     | Papel             | Emissora | Notas |
| ---- | -------------------------- | ----------------- | -------- | ----- |
| 2014 | Eliana                     | Ela mesma         | SBT      |       |
| 2015 | Legendários                | Ela mesma         | RecordTV |       |
| 2019 | The X Factor UK: Celebrity | Concorrente c/ V5 | ITV      |       |